# Frances Hyland
Frances Hyland (* 25. April 1927 in Shaunavon, Saskatchewan; † 11. Juli 2004 in Toronto, Ontario) war eine kanadische Schauspielerin. 

## Leben
Frances Hyland arbeitete vorrangig für das kanadische Theater und Fernsehen. Ihren letzten Film drehte sie 1998 mit Moonlight Becomes You an der Seite von Donna Mills und Winston Rekert. Hyland verstarb nach einer Blinddarm-Operation. Ihr Mann, der Regisseur George McCowan, verstarb bereits 1995.

## Filmografie (Auswahl)
- 1961: Salt of the Earth (TV-Film)
- 1963: Drylanders
- 1966: Each Day That Comes
- 1980: Das Grauen (The Changeling)
- 1980: Hounds of Notre Dame
- 1981: Ab in die Ewigkeit (Happy Birthday to Me)
- 1983: Pygmalion (TV-Film)
- 1988: Nachtstreife (Night Heat, TV-Serie, eine Folge)
- 1993: Hetzjagd durch die Hölle (Survive the Night, TV-Film)
- 1993: Paradies mit kleinen Fehlern (The Lotus Eaters)
- 1994: Mütter und Töchter (Lives of Girls & Women, TV-Film)
- 1994: Das letzte Rendezvous (Broken Lullaby, TV-Film)
- 1995: Ein Mountie in Chicago (Due South, TV-Serie, eine Folge)
- 1995: Wenn der schwarze Mann dich holt (When the Dark Man Calls, TV-Film)
- 1995: Never Talk To Strangers – Spiel mit dem Feuer (Never Talk To Strangers)
- 1996: Lederstrumpf – Der Indianer-Scout (The Pathfinder)
- 1996:  PSI Factor  – Es geschieht jeden Tag (PSI Factor – Chronicles of the Paranormal, TV-Serie, eine Folge)
- 1997: Dark Prayer – Tödliche Bedrohung (A Prayer in the Dark, TV-Film)
- 1997: Heimkehr der Liebe – Das Weihnachtswunder von St. Nicholas (I’ll Be Home for Christmas)